# Zoobentos
Zoobentos (gr. ζῷον zôion ‘zwierzę’, bénthos ‘głębina’) – organizmy zwierzęce, które razem z fitobentosem tworzą bentos zasiedlający bental (strefę denną zbiornika wodnego).
Ze względu na rozmiary ciała w zoobentosie wyróżnia się następujące frakcje:
- mikrobentos (pierwotniaki)
- mejobentos
- makrobentos (makrozoobentos)
- megabentos.

Różne systemy przyjmują odmienne kryteria tego podziału.